# Gulcamptus alaskaensis
Gulcamptus alaskaensis är en kräftdjursart som beskrevs av Ishida in Ishida och Reid 1996. Gulcamptus alaskaensis ingår i släktet Gulcamptus och familjen Canthocamptidae. Inga underarter finns listade i Catalogue of Life.